# Aura Rolenzetti
Aura Rolenzetti (Castel San Pietro Terme, 26 gennaio 1989) è una modella e attrice italiana.

## Biografia
Ha debuttato nel cinema con Albakiara - Il film nel 2008, nel ruolo di Valentina. Nel 2011 ha fatto parte del cast di Bar Sport, dove ha interpretato Clara, la giovane e avvenente cassiera.
In televisione, dopo essere stata fra i concorrenti nip dell'edizione 2010 de L'isola dei famosi, nel 2011 ha fatto parte del corpo di ballo di Quelli che il calcio come capo-schedina. Ha inoltre recitato nell'episodio Sotto la maschera della prima stagione della serie Che Dio ci aiuti.
Essendo di origini croate da parte di madre, è stata ospite fissa della Gialappa's Band durante le telecronache delle partite della Croazia ai Mondiali di calcio del 2018.

### Vita privata
Ha avuto una relazione sentimentale con Valentino Rossi.

## Filmografia

### Cinema
- Albakiara - Il film, regia di Stefano Salvati (2008)
- Bar Sport, regia di Massimo Martelli (2011)

### Televisione
- Hitna 94 – serie TV, episodio 1x05 (2008)
- Che Dio ci aiuti, regia di Francesco Vicario – serie TV, episodio 1x09 (2012)
- Larin izbor – serie TV, 4 episodi (2012)

### Videoclip
- Dreaming di 2Men2Dogs (2015)

## Programmi televisivi
- L'isola dei famosi 7 (Rai 2, 2010) - Concorrente
- Quelli che il calcio (Rai 2, 2010-2011) - Capo Schedina
- Lo scherzo perfetto (Italia 1, 2017) - Concorrente